# Амний Маний Цезоний Никомах Аниций Паулин Гонорий
Амний Маний Цезоний Никомах Аниций Паулин Гонорий (лат. Amnius Manius Caesonius Nicomachus Anicius Paulinus Honorius) — римский государственный деятель первой половины IV века, консул 334 года.

## Биография
Паулин Гонорий был сыном консула 322 года Амния Аниция Юлиана и Цезонии Манилии. Его братом, по всей видимости, был городской претор Марк Юний Цезоний Никомах Аниций Фауст Паулин.
По всей видимости, между 300 и 303 годом Паулин находился на посту легата Карфагена при своем отце, который в то время был проконсулом Африки. В какой-то период после 324 года он был проконсулом Азии и Геллеспонта. С 27 апреля 334 года по 30 декабря 335 года Паулин занимал должность префекта Рима. В 335 году он был удостоен звания консула вместе с Флавием Оптатом.
В 334 году он установил конную статую в честь императора Константину I на Римском форуме. Самому Паулину была посвящена статуя на форуме Траяна, надпись на которой прославляла «высокое рождение, красноречие, справедливость и здравый смысл, которым он известен в частной и публичной жизни». Также Паулин был покровителем гильдии кожевников, торговцев и сапожников и по его приказу были восстановлены инсулы, в которых те жили.
По всей видимости, его сыном был префект Рима 382 года Аниций Авхений Басс.